# Elwood (Nueva Jersey)
Elwood es un lugar designado por el censo ubicado en el condado de Atlantic en el estado estadounidense de Nueva Jersey. En el año 2010 tenía una población de 1.437 habitantes.

## Geografía
Elwood se encuentra ubicado en las coordenadas 39°34′39″N 74°54′59″O / 39.57750, -74.91639.